# NGC 7713
NGC 7713 este o emission-line galaxy⁠(d) situată în constelația Sculptorul. A fost descoperită în 4 octombrie 1836 de către John Herschel. Se află la o distanță de 9,33 megaparseci de Pământ.